# Clarisse Herrenschmidt
Clarisse Herrenschmidt est une archéologue, historienne de l'antiquité, philologue et linguiste française, née le 24 octobre 1946 à Strasbourg. Elle est chercheuse au Centre national de la recherche scientifique depuis 1979 et est rattachée au Laboratoire d'Anthropologie Sociale du Collège de France.

## Travaux
Ses spécialités premières sont les langues, les écritures, l'histoire, la religion mazdéenne et la culture, en particulier de l'Iran ancien de la période perse achéménide (550-330 avant notre ère).
Elle a beaucoup publié sur l'idéologie royale des Perses achéménides, en se fondant sur une analyse formelle des inscriptions trilingues. Elle a été invitée à enseigner ce domaine de recherche à l'Université de Chicago en 2003, par le professeur Bruce Lincoln.
Son intérêt pour la période perse achéménide a, du fait de l'extrême variété des sources, nécessité un élargissement de ses compétences linguistiques, hors des langues iraniennes anciennes : ayant déjà étudié le grec ancien et le sanskrit, elle s'est attachée à l'élamite qui est la première langue écrite de l'Iran, mais il lui fallut aussi acquérir des notions d'akkadien, d'hébreu et de sumérien.
D'autre part, l'originalité du mazdéisme et de ses pratiques appela une initiation à l'anthropologie car les Mazdéens pratiquaient « le mariage dans un degré très rapproché » que l'on nomme « incestueux ». Elle démontra que le « mariage incestueux » rejouait le mythe mazdéen central de la cosmologie, c'est-à-dire de l'histoire du temps.
Comme les Perses se servaient de multiples langues et écritures, Clarisse Herrenschmidt a étudié, du point de vue de la forme et de la valeur, les signes linguistiques de l'écriture cunéiforme du vieux perse, langue officielle des rois perses achéménides dont les plus connus sont Cyrus, Darius Ier et Xerxès.
Mais l'analyse linguistique des écritures a ses limites et ne permet pas de rendre compte de la naissance des écritures, de l'attachement des cultures à leurs usages graphiques, de la puissance  civilisationnelle du fait graphique. L'analyse linguistique des écritures, indispensable, banalise le fait de rendre visible la langue, invisible sans elles.  L'anthropologie est donc indispensable pour entrer dans les vastes questions que pose le fait d'écrire les langues humaines.
C'est Jean Bottéro qui a introduit Clarisse Herrenschmidt auprès de la direction de la revue Le Débat pour publier un article sur l'écriture, en 1990, dans un numéro en partie consacré à cette question : « Le tout, l'énigme et l'illusion. Une interprétation de l'histoire de l'écriture » (novembre décembre 1990).
C'est encore Jean Bottéro qui lui a demandé de participer avec lui et Jean-Pierre Vernant au cycle de conférences organisé par l'Institut du monde arabe en 1995 qui a donné lieu à la publication de L'Orient ancien et nous - L'écriture, la raison, les dieux sorti en 1996.
Clarisse Herrenschmidt a donc étudié l'histoire des écritures de l'homme occidental, depuis les bulles à « calculi » de  Sumer (Iraq) et de Suse (Iran) jusqu'à l'internet, en passant par le Moyen et le Proche-Orient, le monde grec et l'Europe.  
Parmi les écritures, elle compte ce qu'elle appelle « l'écriture monétaire arithmétique », c'est-à-dire que, pour elle, la monnaie frappée, inventée en Ionie et Lydie (sur le territoire de la Turquie actuelle, à l'ouest, sur les bords méditerranéens, vers 620 avant notre ère), fut le « vecteur » d'une écriture arithmo-géométrique, dont le sens se révèle sur la longue histoire ; il s'agit d'écrire les nombres et leurs rapports en dehors de leurs expressions linguistiques. C'est ce qui explique que nous écrivons les nombres avec des signes d'une autre nature (ce sont des « logogrammes ») que ceux dont nous nous servons pour les éléments de la langue (des lettres alphabétiques). Les nombres et leurs rapports sont donc représentés sur le revers de pièces de monnaie par des figures géométriques. Elle a fait un essai de déchiffrement de ces figures, avec les proportions pythagoriciennes dans son ouvrage Les Trois écritures.
Elle a inscrit l'invention de l'informatique dans la lignée de l'écriture des langues, de l'écriture monétaire arithmétique ainsi que de l'écriture informatique et réticulaire (c'est-à-dire des réseaux). Dans les trois cas, les artefacts de l'invention de chaque grand domaine graphique (écriture de la langue, écriture des nombres sur pièce de monnaie, écriture informatique) signifient une externalisation de l'organe - ou plutôt de l'idée de l'organe - qui est à l'origine de ce qui va être écrit. La bulle enveloppe, artefact premier de l'invention de l'écriture des langues et sorte de boule creuse d'argile qui contenait des calculi - représenta donc une bouche, organe du langage, organe de ce qui allait être écrit : les mots de la langue. 

« Si la  simulation à but scientiﬁque est plus ancienne que l’informatique et ne lui est pas propre, elle déﬁnit un des plus étonnants modes de connaissance sans expérimentation, d’aide à la conception et de formation des individus que produit l’informatique. C’est dans la simulation que l’informatique scientiﬁque a acquis son statut intellectuel généraliste. Simulacre et simulation font partie de l’écriture informatique en son niveau le plus immédiat. »

Le globule pré-monétaire, artefact de l'invention de la monnaie frappée, en argent puis en électrum, figura un œil, organe de la vue, la vue étant indispensable à la vie économique, au jugement de la valeur d'une chose, à l'estimation de la qualité d'un bien. L'ordinateur, fut, dès les idées de  Turing et de  von Neumann, un cerveau.
Elle intervient lors de la conférence « Devoxx France 2013 » pour y présenter l'histoire des écritures.

## Œuvres
- Les Trois Écritures, Langue, nombre, code, Gallimard, Paris, 2007

Prix Georges-Dumézil de l’Académie française en 2008 ; rééd. en poche, coll. « Folio essais », 2023
- « L'Internet et les réseaux », dans Le Débat no 110, 2000, p. 101
- « De la monnaie frappée et du mythe d’Artémis » dans Techniques et culture, no 43-44, 1999
- L'Orient ancien et nous, avec Jean Bottéro et Jean-Pierre Vernant, Paris, Albin Michel, 1996 ; rééd. Paris, Hachette, coll. « Pluriel », 1998
- « Écriture, Monnaie, Réseaux. Inventions des Anciens, Inventions des Modernes », dans Le Débat, no 106, 1990
- « Le Tout, l'énigme et l'illusion. Une interprétation de l'histoire de l'écriture », dans Le Débat, no 62, 1990, p. 95
- « Le xwetodas ou “mariage  incestueux” en Iran mazdéen », dans Épouser au plus proche. Inceste, prohibitions et stratégies matrimoniales autour de la Méditerranée, sous la dir. de Pierre Bonte , Paris, Éditions de l'École des hautes études en sciences sociales, coll. « Civilisations et sociétés », 1994  (ISBN 2-7132-1009-7)
- « Entre Perses et Grecs, I. Démocrite et le mazdéisme » dans Transeuphratène, no 11, 1996, p. 115-143